# Marcelo Bechler
Marcelo Bechler   (Belo Horizonte, 7 d'agost de 1986) és un periodista esportiu brasiler, que exerceix com a corresponsal a Barcelona cobrint les activitats del Futbol Club Barcelona.
Format a la Pontifícia Universidade Católica de Minas Gerais, treballa per diversos mitjans de comunicació del brasil, com Rádio Itatiaia, la cadena de televisió TNT Sports i el diari esportiu Lance!. Va arribar a la capital catalana l'any 2014, per fer la cobertura periodística del conjunt culer. Dues primícies de Bechler van fer la volta al món: les sortides de Neymar Jr. el juliol de 2017 i l'intent de Lionel Messi de rescindir el seu contracte l'agost de 2020. També es va viralitzar l'entrevista post-partit que va fer en català al defensa Gerard Piqué, el desembre de 2018. El domini de l'idioma l'ha permès col·laborar en programes de Televisió de Catalunya i RTVE Catalunya.
L'estiu de 2023 va contraure matrimoni amb Clara Albuquerque, qui també és corresponsal de la TNT Brasil a Europa.